# Paradiso (Veronese)
Il Paradiso è un monumentale bozzetto, dipinto ad olio su tela, realizzato da Paolo Veronese nel 1578 ed esposto dal 1879 presso il Palais des Beaux-Arts di Lilla.

## Storia
Nel 1577 un incendio distrusse una parte del Palazzo Ducale di Venezia, tra cui la Sala del Maggior Consiglio. Tra il 1578 e il 1582 si decise di ricostruirla e fu indetto un concorso per scegliere chi sarebbe stato il pittore incaricato di ricreare l'immensa visione del Paradiso che doveva sostituire il precedente affresco andato distrutto, ossia l'Incoronazione della Vergine di Guariento di Arpo. I disegni preparatori della sala vennero predisposti da Girolamo Bardi e dallo storico veneziano Francesco Sansovino. Al concorso parteciparono alcuni tra i migliori pittori veneziani dell'epoca, tra cui Paolo Veronese, Tintoretto, Francesco Bassano e Palma il Giovane. La vittoria fu attribuita congiuntamente a Veronese e Bassano, con il primo che avrebbe dipinto le figure centrali e Bassano le figure su entrambi i lati. Il bozzetto conservato a Lilla, in cui è disegnata l'intera composizione (e quindi anche le parti affidate al Bassano), è presumibilmente la proposta originaria del Caliari: tuttavia, a causa della sua prematura morte, la tela non venne mai eseguita. Alla morte del maestro, nel 1588, la commissione fu rilevata dal Tintoretto, che eseguì il suo Paradiso con la collaborazione del figlio Domenico e della sua bottega.

La versione del Paradiso di Tintoretto, che decora la Sala del Maggior Consiglio di Palazzo Ducale.

Lo studio del Veronese fu donato al museo di Lilla nel 1879 dalle figlie di Jean Cottini, le quali suddivisero la sua collezione di scuola italiana dei secoli XVI e XVII tra l'assistenza pubblica e vari musei. Entrò a far parte della collezione del Palais des Beaux-Arts come tela del Tintoretto, per poi essere attribuita a Veronese nel 1919 da parte di Detlev von Halden, incontrando il favore unanime della critica.

## Descrizione
La composizione piramidale della tela è costruita attraverso una successione di semicerchi concentrici, che operano su piani diversi e poggiano tutti su di un semicerchio rovesciato, in primo piano. Un'enorme schiera di personaggi, nudi o vestiti con semplici panneggi, volgono lo sguardo verso la sommità: in cima alla composizione, infatti, si trova una luce arancione, quasi fosse un alone oppure un'aureola, che sta ad indicare la presenza divina. In quel punto si trova la Trinità (a destra Dio Padre, a sinistra Gesù Cristo e in mezzo lo Spirito Santo, che domina l'intera scena paradisiaca). Padre e Figlio tengono in mano una corona, che si apprestano a poggiare sul capo della Vergine Maria, vista di profilo e inginocchiata proprio davanti a loro.
La gamma cromatica è limitata, con prevalenza delle sfumature malva e rosa, alternate a riflessi della luce color giallo arancio. Il colore e la luce sono intrinsecamente legati e permettono di creare un effetto di controluce su taluni gruppi presenti in primo piano; ciò contribuisce a condurre lo sguardo verso l'alto per gradi. Alcuni personaggi, più dettagliatamente raffigurati, si trovano simmetricamente ai lati dell'intera composizione, nonché nella parte superiore della stessa.